# Bantam (Automarke)
Bantam war eine britische Automarke des Jahres 1913. Hersteller war Slack & Harrison aus Keyworth (Leicestershire).
Das einzige Modell war ein Cyclecar. Es wurde von einem V2-Motor mit 8 bhp (5,9 kW) Leistung angetrieben, der von Precision zugeliefert wurde. Es gab kein Getriebe; die unterschiedlichen Übersetzungen wurden stufenlos an den Riemenscheiben eingestellt. Der Antrieb zur Hinterachse erfolgte über eine Kette.